# Hololive SUPER EXPO 2022 & hololive 3rd fes. Link Your Wish Supported By ヴァイスシュヴァルツ
「hololive SUPER EXPO 2022 & hololive 3rd fes. Link Your Wish Supported By ヴァイスシュヴァルツ」は、2022年3月19日から3月20日にかけて日本・幕張メッセにて開催された、バーチャルYouTuber事務所・ホロライブプロダクションおよび、その運営元であるカバー株式会社が主催するイベント「hololive SUPER EXPO 2022 Supported By ヴァイスシュヴァルツ」および、ライブ「hololive 3rd fes. Link Your Wish Supported By ヴァイスシュヴァルツ」の総称。公式ハッシュタグは、「#つながるホロライブ（DAY1・DAY2）」。本イベントおよびライブは、新型コロナウイルス感染症の世界的流行の影響により、2回のワクチン接種証明書か3日以内のPCR検査の陰性結果の提示、新型コロナウイルス接触確認アプリの登録、声出し応援の禁止などの感染症対策を来場者に徹底させた上での開催となった。

## 協賛・運営・制作協力
冠協賛
ヴァイスシュヴァルツ
シルバー協賛
中外鉱業株式会社、明利酒類株式会社
運営・制作協力
共通
株式会社LIVE FORWARD、株式会社LATEGRA
EXPO
株式会社リンク
fes.
クリプトン・フューチャー・メディア株式会社、株式会社バンダイナムコライブクリエイティブ、株式会社LOGIC&MAGIC

## hololive SUPER EXPO 2022 Supported By ヴァイスシュヴァルツ
「hololive SUPER EXPO 2022 Supported By ヴァイスシュヴァルツ」（ホロライブ スーパー エキスポ 2022 サポーテッド バイ ヴァイスシュヴァルツ）は、2022年3月19日から3月20日にかけて幕張メッセの国際展示場1-3ホールにて開催された、ホロライブプロダクションの1回目の全体イベント。ブースの数は、20である。
本イベントが終了した5時間後には、本イベントの会場に掲出していた屋外広告の一つに、姫森ルーナが掲載されていない不具合があったとして、カバー株式会社がTwitterにて謝罪を行った。姫森本人は、この事態について「ショックだったけどルーナイト（姫森のファンの愛称）がライブでいっぱい声援くれたから元気出てきた」と、本イベントの終了日の翌日である2022年3月21日にTwitterにて語っている。その後、この事態の穴埋めとして、同年10月13日から11月10日にかけてBlu-ray Disc『hololive 3rd fes. Link Your Wish』の発売広告が山手線の16駅にて掲出された際に、姫森のソロデザインの看板も同時に掲出されることとなった。

## hololive 3rd fes. Link Your Wish Supported By ヴァイスシュヴァルツ
「hololive 3rd fes. Link Your Wish Supported By ヴァイスシュヴァルツ」（ホロライブ サード フェス リンク ユア ウィッシュ サポーテッド バイ ヴァイスシュヴァルツ）は、2022年3月19日から3月20日にかけて幕張メッセのイベントホールにて開催された、ホロライブプロダクションの女性バーチャルYouTuberグループ「ホロライブ」の3回目の全体ライブ。「DAY1」（デイ1）、「DAY2」（デイ2）の2公演からなり、それぞれ2022年3月19日と3月20日の17時から行われた。本ライブでは新たな試みとして、海外グループ・ホロライブインドネシアおよびホロライブEnglishのタレントが出演したほか、拡張現実による演出およびバンドによる生演奏が行われた。生演奏は、バンドマスターおよびキーボードを西村奈央、ギターを三沢崇篤、ベースを櫻井陸来、ドラムセットを髭白健がそれぞれ担当した。2023年8月16日には「DAY1」、同年8月17日には「DAY2」の模様が動画ストリーミングプラットフォーム・ABEMAのチャンネル「アニメLIVE3」にて無料で配信された。

### 出演タレント・アナウンスを担当したタレント
ホロライブの出演タレントとAZKiは、「Prism Melody」の歌唱時以外はアイドル衣装（オリジン衣装）、「Prism Melody」の歌唱時は実際に物販にて発売されたTシャツを着て出演した。後者のTシャツの色は黒と白の2種類が存在し、どちらを着るかはタレントに委ねられたが、「DAY2」では奇しくもアキ・ローゼンタールのみが黒、彼女以外のタレントが白を着たことで、会場を沸かせることとなった。この事態は、公演後に行われたタレントの感想配信にて鉄板ネタとして盛り上がり、中には絵本『スイミー』に例えたタレントもいた。ローゼンタール本人は、この事態について「おいしい体験をした」と感想配信にて語っている。
ホロライブインドネシアおよびホロライブEnglishの出演タレントの衣装は、ふだんの配信で使用しているものと同一である。アナウンスを担当したタレントは、ホロライブのタレントが日本語、ホロライブインドネシアのタレントがインドネシア語、ホロライブEnglishのタレントが英語のアナウンスを公演開始前に行った。
|      |                        | 出演タレント | アナウンスを担当したタレント                                   |
| ---- | ---------------------- | --- | -------------------------------------------------------------- |
| DAY1 | ホロライブ             | さくらみこ、星街すいせい、白上フブキ、夏色まつり、赤井はあと、大空スバル、戌神ころね、白銀ノエル、宝鐘マリン、天音かなた、常闇トワ、姫森ルーナ、桃鈴ねね、尾丸ポルカ                     | ラプラス・ダークネス、鷹嶺ルイ、博衣こより                     |
| DAY1 | イノナカミュージック   | AZKi | -                                                              |
| DAY1 | ホロライブインドネシア | ムーナ・ホシノヴァ | クレイジー・オリー、アーニャ・メルフィッサ、パヴォリア・レイネ |
| DAY1 | ホロライブEnglish      | 一伊那尓栖、がうる・ぐら、ワトソン・アメリア | IRyS、九十九佐命、セレス・ファウナ                             |
| DAY2 | ホロライブ             | ときのそら、ロボ子さん、夜空メル、アキ・ローゼンタール、湊あくあ、紫咲シオン、百鬼あやめ、癒月ちょこ、大神ミオ、猫又おかゆ、兎田ぺこら、不知火フレア、角巻わため、雪花ラミィ、獅白ぼたん | 沙花叉クロヱ、風真いろは                                       |
| DAY2 | ホロライブインドネシア | アユンダ・リス、アイラニ・イオフィフティーン | クレイジー・オリー、アーニャ・メルフィッサ、パヴォリア・レイネ |
| DAY2 | ホロライブEnglish      | 森カリオペ、小鳥遊キアラ | オーロ・クロニー、七詩ムメイ、ハコス・ベールズ                 |

### セットリスト
DAY1
13曲目の「マリン出航!!」は、本公演にて公開された新曲である。
1. 「Shiny Smily Story」（ホロライブの出演タレント全員とAZKi）
2. 「Happiness World」（白上フブキ、宝鐘マリン）
  - MC1（白上フブキ、宝鐘マリン）
3. 「特者生存ワンダラダー!!」（天音かなた）
4. 「HOLOGRAM CIRCUS」（尾丸ポルカ）
5. 「エアーマンが倒せない」（戌神ころね）
6. 「Candy-Go-Round」（夏色まつり、大空スバル、桃鈴ねね）
  - MC2（夏色まつり、大空スバル、桃鈴ねね）
7. 「Say!ファンファーレ!」（白上フブキ）
8. 「画面の中の君が好き」（AZKi）
9. 「ねねねねねねねね!大爆走」（桃鈴ねね）
10. 「脱法ロック」（赤井はあと、尾丸ポルカ）
  - MC3（赤井はあと、尾丸ポルカ）
11. 「絶対忠誠♡なのなのら!」（姫森ルーナ）
12. 「花月ノ夢」（さくらみこ）
13. 「マリン出航!!」（宝鐘マリン）
14. 「しんでしまうとはなさけない!」（白銀ノエル、姫森ルーナ）
  - MC4（白銀ノエル、姫森ルーナ）
15. 「REFLECT」（がうる・ぐら）
16. 「ふしぎ・プルプル・プルリン・リン！」（ワトソン・アメリア）
17. 「VIOLET」（一伊那尓栖）
18. 「High Tide」（ムーナ・ホシノヴァ）
  - MC5（さくらみこ、戌神ころね）
19. 「太陽系デスコ」（さくらみこ、戌神ころね）
20. 「ほめのび」（白銀ノエル）
21. 「Infinity」（赤井はあと）
22. 「born to be real」（常闇トワ）
23. 「モザイクロール（Reloaded）」（AZKi、天音かなた）
  - MC6（AZKi、天音かなた）
24. 「ぷ・れ・あ・で・す!」（大空スバル）
25. 「HiHiハイテンション!」（夏色まつり）
26. 「Stellar Stellar」（星街すいせい）
27. 「GHOST」（星街すいせい、常闇トワ）
  - MC7（星街すいせい、常闇トワ）
28. 「Prism Melody」（ホロライブの出演タレント全員とAZKi）

DAY2
1. 「キラメキライダー☆」（ホロライブの出演タレント全員）
2. 「神のまにまに」（アキ・ローゼンタール、不知火フレア、雪花ラミィ）
  - MC1（アキ・ローゼンタール、不知火フレア、雪花ラミィ）
3. 「メイジ・オブ・ヴァイオレット」（紫咲シオン）
4. 「宵の余、良い!」（百鬼あやめ）
5. 「どうぶつ占い」（大神ミオ、兎田ぺこら、角巻わため、獅白ぼたん）
6. 「My song」（角巻わため）
7. 「明日への境界線」（雪花ラミィ）
8. 「かぷっとNight☆Sky」（夜空メル）
9. 「Q&A リサイタル!」（兎田ぺこら）
10. 「Choco♡Melty」（夜空メル、癒月ちょこ）
  - MC2（夜空メル、癒月ちょこ）
11. 「もぐもぐYUMMY!」（猫又おかゆ）
12. 「ChocoLove」（癒月ちょこ）
13. 「シャルイース」（アキ・ローゼンタール）
14. 「コトノハ」（ロボ子さん）
15. 「Red」（森カリオペ）
16. 「HINOTORI」（小鳥遊キアラ）
17. 「Q&A=E」（アイラニ・イオフィフティーン）
18. 「ALiCE&u」（アユンダ・リス）
  - MC3（湊あくあ、紫咲シオン、猫又おかゆ）
19. 「フォニイ」（湊あくあ、紫咲シオン、猫又おかゆ）
20. 「地球最後の告白を」（不知火フレア）
21. 「Howling」（大神ミオ）
22. 「Lioness' Pride」（獅白ぼたん）
23. 「海想列車」（湊あくあ）
24. 「Step and Go!!」（ときのそら）
25. 「劣等上等」（ときのそら、ロボ子さん）
  - MC4（ときのそら、ロボ子さん）
26. 「Prism Melody」（ホロライブの出演タレント全員）

### 楽曲「Prism Melody」
「Prism Melody」（プリズム メロディー）は、「hololive 3rd fes. Link Your Wish Supported By ヴァイスシュヴァルツ」のために制作された、hololive IDOL PROJECTの楽曲。カバー株式会社の自社レーベル「cover corp.」から、2022年3月13日に配信された。作詞・作曲・編曲は5u5h1が手がけており、歌唱には星街すいせい、夜空メル、アキ・ローゼンタール、湊あくあ、大空スバル、猫又おかゆ、兎田ぺこら、角巻わため、常闇トワ、桃鈴ねねが参加した。ラジオ番組『hololive IDOL PROJECT presents ホロライブアイドル道ラジオ～私たちの歌をきけッ!』の2022年4月3日から7月3日に放送された回のオープニングテーマおよび、同じくラジオ番組『CultureZ』の2022年4月度エンディングテーマに起用された。
| 全作詞・作曲・編曲: 5u5h1。 |                                |       |            |      |
| #                           | タイトル                       | 作詞  | 作曲・編曲 | 時間 |
| 1.                          | 「Prism Melody」               | 5u5h1 | 5u5h1      | 4:28 |
| 2.                          | 「Prism Melody」(Instrumental) | 5u5h1 | 5u5h1      | 4:28 |
| 合計時間:                   | 合計時間:                      | 8:56  |            |      |

### Blu-ray Disc
『hololive 3rd fes. Link Your Wish』（ホロライブ サード フェス リンク ユア ウィッシュ）は、株式会社ブシロードミュージックから2022年11月9日に発売された、「hololive 3rd fes. Link Your Wish Supported By ヴァイスシュヴァルツ」の模様を収録したBlu-ray Disc。当初は同年10月26日に発売予定だったが、製造上の都合により延期となった。初週15,938枚として、オリコンチャートによる2022年11月21日付の週間 Blu-rayランキングにて5位、週間 ミュージックBlu-rayランキングにて1位、週間 ミュージックDVD・Blu-rayランキングにて2位を記録した。